# Calais
Calais [kaˈlɛ] (veraltet niederländisch Kales; veraltet deutsch Kalen) ist eine Hafenstadt im Norden Frankreichs mit 67.585 Einwohnern (Stand 1. Januar 2022). Der nach dem Ort benannte Pas de Calais – Schritt über die Meerenge, englisch Strait of Dover, bzw. neutral benannte Ärmelkanal hat hier gegenüber von Dover seinen viel benutzten südlichen Hafen.

## Geographie

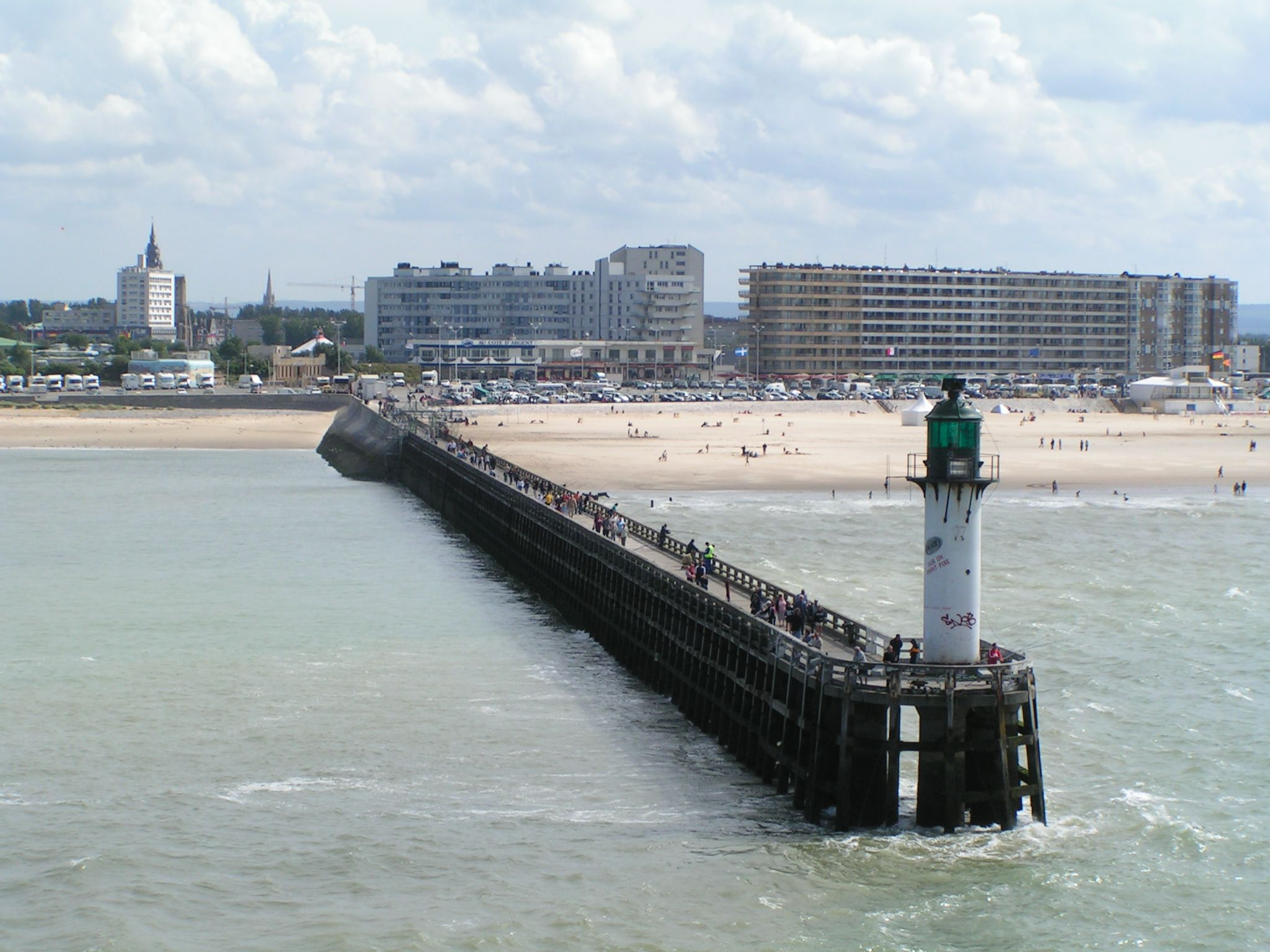
Strand vor Calais mit Leuchtturm auf der Jetée ouest

Calais liegt an der nordfranzösischen Küste, an der Straße von Dover, dem zentralen Abschnitt des Ärmelkanals (frz. la Manche) zwischen der Nordsee (frz. Mer du Nord) und dem Nordatlantik. Es befindet sich an der engsten Stelle des Ärmelkanals, nur 34 km von der Südküste Englands entfernt. Bei guter Sicht sind die Kreidefelsen von Dover sichtbar. Der Ort ist die größte Stadt, aber nicht Sitz der Präfektur des Départements 62, Pas-de-Calais, und neben Boulogne der wichtigste Hafen für den Schiffsverkehr mit England. In der Nähe liegt das französische Portal zum Eurotunnel in Coquelles/Sangatte. Calais ist Mittelpunkt der Tourismus-Region Opalküste (frz. Côte d’Opale).
Westlich der Stadt weitet sich der Kanal, indem die Küste dort weit in Südrichtung läuft.
Der Kernbereich der Stadt unterteilt sich in den Altstadtbereich innerhalb der alten Stadtbefestigung sowie den jüngeren Vorort St. Pierre, welche durch einen Boulevard verbunden sind.

## Geschichte

Karte der Opalküste

### Antike
Von dem etwas südwestlich des heutigen Calais gelegenen Portus Itius aus startete Julius Caesar seine beiden Feldzüge der Jahre 55 und 54 v. Chr. nach Britannien.

### Vom 10. Jahrhundert bis zur englischen Eroberung 1347
Calais, das zu den Grafschaften Boulogne und Flandern gehörte, entstand wahrscheinlich aus einem Petresse genannten Fischerdorf, das 938 urkundlich erwähnt und in diesem Jahr als Pertinenz von Marck durch den flandrischen Grafen Arnulf I. der Abtei Saint-Bertin übertragen wurde. Aufgrund der Unterwerfung Englands unter die Herrschaft der Normannen (1066) und der Ausbildung des Tuchgewerbes Flanderns entwickelte Calais sich zu einem zunehmend wichtigen Hafen- und Handelsort. Matthäus von Elsass führte 1173 die Stadtgründung von Calais durch, in dessen damaliger Wirtschaft der Fang von Heringen dominant war. Ab dem Ende des 12. Jahrhunderts ersetzte Calais das nahe gelegene Wissant als Fährhafen für den Handel (insbesondere von Wolle) zwischen England und Flandern. Kaufleute von Calais konnten in den 1190er Jahren das später öfters bestätigte Vorrecht der Zollfreiheit in allen englischen Häfen erwirken. Als Calais von Marck losgelöst wurde, erreichte die Gilde seiner Kaufleute 1210 ihre Anerkennung. Mittlerweile war die Stadt samt Südflandern in den Besitz der französischen Krone übergegangen und bildete nun bis zu ihrer Eroberung durch die Engländer (1347) einen Teil des Artois.
Als der Dauphin Ludwig (VIII.) von gegen den englischen König Johann Ohneland rebellierenden Baronen und Prälaten eingeladen wurde, die Herrschaft in England zu übernehmen, machte er Ende 1215 Calais zum Ausgangspunkt der Invasion Britanniens; allerdings scheiterte sein Unternehmen. Ab 1224 ließ der Graf von Boulogne, Philippe Hurepel, Befestigungswerke für Calais und in der Nähe ein Schloss erbauen. Durch Gräfin Mathilde von Boulogne erhielt Calais 1253 größere Stadtrechte und damit fast den Status einer unabhängigen Kommune.
Gegen Ende des 13. Jahrhunderts betätigten sich aus Calais stammende Seeleute häufig als Piraten, indem sie englische Schiffe ausraubten, weil dies einträglicher als Handelsaktivitäten war. Dieses Verhalten intensivierte sich zu Beginn des Hundertjährigen Krieges. So wurde Calais nach der Schlacht von Crécy vom englischen König Eduard III. elf Monate belagert und schließlich im August 1347 durch Aushungern der Eingeschlossenen eingenommen. Sechs Bürger von Calais sollen laut dem Chronisten Jean Froissart durch ihren Opfergang ins feindliche Lager die Stadtbevölkerung vor einem Blutbad bewahrt haben. Die Einwohner wurden aber größtenteils vertrieben und statt ihrer nach und nach englische Kolonisten und Soldaten in Calais angesiedelt.

### Unter englischer Herrschaft
Nach seiner Eroberung fungierte Calais als stark verteidigter englischer Stützpunkt in Frankreich; die Festung Rysbank diente zur Sicherung der Hafeneinfahrt. In Calais wurde am 24. Oktober 1360 jener englisch-französische Frieden endgültig ratifiziert, der am 8. Mai 1360 in Brétigny signiert worden war und u. a. vorsah, dass das Lösegeld für den gefangenen König Johann II. nur noch 3 Millionen Écus betragen sowie dass Eduard III. die Gascogne, die Guyenne, das Limousin, die Grafschaften Ponthieu und Guînes, Calais und weitere Gebiete im Norden und Westen Frankreichs vertraglich zugesichert erhalten sollte. Gemäß einem Zusatzabkommen hatte Eduard III. der französischen Krone zu entsagen und Johann II. die nunmehrige Zugehörigkeit der abgetretenen Gebiete zu England bis zum November 1361 zu akzeptieren, was aber nicht befolgt wurde und daher zur Fortsetzung des Kriegs beitrug.
Calais hatte auch die Funktion einer zentralen Handelsstation für den Export englischer Wolle auf den Kontinent; die Erträge aus den dabei erhobenen Zöllen waren die hauptsächliche Quelle zur Aufbringung der von Calais verausgabten Geldsummen. Zwar blieb das überkommene administrative System bestehen, doch errichtete die englische Regierung von Calais 1363 den Wollstapel, der einem sog. Stapler-Konsortium übertragen wurde. Finanziell schwierig erwies sich die Entlohnung der etwa 1100 englischen Besatzungssoldaten, und die fiskalischen Einnahmen aus dem Wollstapel blieben hinter den Veranschlagungen zurück. An der Spitze des städtischen Magistrats standen seit 1365 ein vom englischen Monarchen bestimmter Bürgermeister (Maire) und mehrere Aldermen, doch hatte bald für lange Zeit der jeweilige Chef des Stapler-Konsortiums außerdem das Amt des Maire inne.
Im späteren Verlauf des Hundertjährigen Krieges konnte der französische König Karl VII. im April 1436 Paris erobern. Bald darauf versuchte der seit dem Frieden von Arras (1435) auf die französische Seite übergetretene burgundische Herzog Philipp der Gute, Calais den Engländern zu entreißen. Grund dafür waren nicht nur die Plünderung der Besitzungen flämischer und picardischer Kaufleute in London und englische Einfälle ins Territorium des burgundischen Herzogs aus Ärger über dessen Seitenwechsel, sondern auch die Angst der niederländischen Kaufleute vor der Konkurrenz durch die aufstrebende englische Tuchindustrie. Im Juni 1436 erschien Philipp mit einer starken Armee vor Calais und schritt an dessen Belagerung. Doch die Unerfahrenheit und mangelnde Kriegszucht seines Heeres vereitelten die Eroberungsbemühungen Philipps. Die Genter Soldaten verloren bald die Lust zu kämpfen. Als dann der Herzog Humphrey von Gloucester mit einem 10.000 Mann starken englischen Entsatzheer anrückte, wagte Philipp gegen dieses keine militärische Konfrontation, sondern hob noch im Juli 1436 vor Ankunft des Herzogs von Gloucester die Belagerung von Calais wieder auf.
Nach deutlicher Verringerung der Wollimporte pachtete das Stapler-Konsortium 1466 alle in Calais erhobenen Zölle und übernahm dafür die Begleichung des Lohnes der hier stationierten Soldaten. 1467–1482 durfte es alle königlichen Steuern und Abgaben für Calais eintreiben und beglich dafür nicht nur die Kosten für die Soldaten, sondern auch jene, die für die Gewährleistung der weiteren Funktionstüchtigkeit der Festungswerke notwendig waren.

### Französische Rückeroberung (1558)
Nachdem England im Juni 1557 unter der Regierung der Königin Maria I. an der Seite von deren Gatten Philipp II. in den Krieg Spaniens gegen Frankreich eingetreten war und spanische Truppen in der Schlacht bei Saint-Quentin (10. August 1557) einen entscheidenden Sieg über Frankreich errungen hatten, ging der daraufhin aus Italien zurückgerufene François de Lorraine, duc de Guise daran, Calais für Frankreich zurückzuerobern. Der Erfolg seiner Unternehmung schien aber von der Überraschung des Feindes und Geheimhaltung seines Plans abzuhängen. Daher entschloss er sich, die Stadt mitten im Winter anzugreifen. Das französische Heer sammelte er in Compiègne. Unter anderem nahmen auch der Prinz von Condé und der Markgraf d’Elbeuf am Feldzug teil.
Der Herzog von Guise erschien am 1. Januar 1558 mit einem Heer von 25.000 Mann vor der Stadt und begann deren Belagerung. Der Gouverneur, Thomas Wentworth, 2. Baron Wentworth, war auf eine entschiedene Verteidigung nicht völlig vorbereitet und musste deshalb alle Außenwerke den Franzosen überlassen. Binnen eines Tages waren diese in Besitz der Werke Froyten und Nesle (Nieulet) sowie der Newhavenbreite und des Fortes Risban. Sie legten nun Batterien auf der Peterhaide an, womit sie den Wall beschossen, und einer anderen glückte es, eine Bresche in das Schloss zu schlagen. Der Kommandant befahl, das Schloss in die Luft zu sprengen. In der Nacht zum 7. Januar durchwatete eine Abteilung Franzosen während der Ebbe einen Teil des Hafens; die Anzündung der Minen wurde versäumt, und noch in derselben Nacht wehten die französischen Fahnen auf den Mauern der Stadt. Am Morgen des 8. Januar 1558 kam eine Kapitulation zustande, nach der sich die Stadt mit allen Vorräten unter der Bedingung eines freien Abzugs der Besatzung ergab. Somit verlor England seine letzte Besitzung auf dem Kontinent an Frankreich.
Mit dem Verlust von Calais ging die Phase der englischen Handelspolitik, die bis dahin auf der Ausübung des Stapelrechts beruht hatte, zu Ende.

### Von der zweiten Hälfte des 16. Jahrhunderts bis zum 19. Jahrhundert

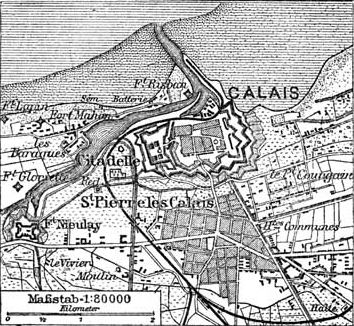
Historische Karte (um 1888)

Nach dem Frieden von Cateau-Cambrésis (1559) sollte Calais acht Jahre in französischer Gewalt bleiben und dann den Engländern zurückgegeben werden; aber Frankreich behielt es. Seitdem erhielt das Gebiet der Stadt (Calaisis) zusammen mit der angrenzenden Grafschaft Guînes den Namen Pays Reconquis und bildete eine Unterstatthalterschaft der Picardie. Die Zitadelle wurde 1561 erbaut.
1596 eroberten die Spanier unter Erzherzog Albrecht VII. von Habsburg Calais, das jedoch bereits 1598 durch den Frieden von Vervins wieder an Frankreich kam. Ein Teil der für einen geplanten, allerdings nie durchgeführten Einfall in England bestimmten Armee Napoleons bezog 1805 in Calais Quartier. Im 19. Jahrhundert fand wieder ein Ausbau der Stadt als Festung und Hafen statt. 1885 wurden Calais und St. Pierre zu einer Stadt vereint.

### 20. Jahrhundert

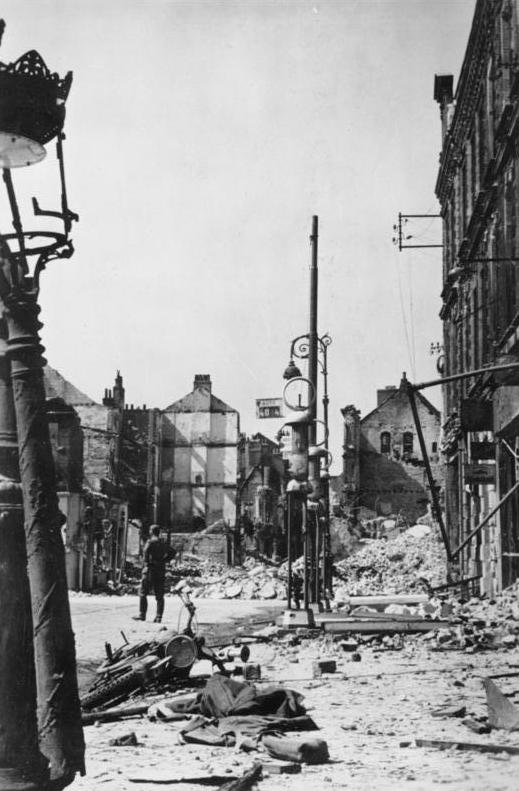
Zerstörungen in Calais, Juni 1940

Calais war im Ersten Weltkrieg der Haupthafen der englischen Armee in Frankreich. Während des Zweiten Weltkriegs wurde es am 25. Mai 1940 (Westfeldzug) von Truppen der Wehrmacht erobert.
Im Verlauf des Kriegs kam es zu großen Zerstörungen. Zuerst wurde die Stadt von der Luftwaffe der deutschen Wehrmacht und später von den Westalliierten bombardiert. Das am 30. September 1944 zurückeroberte Calais (Operation Undergo) erlitt im Februar 1945 zusätzlich ein schweres irrtümliches Bombardement, als britische Bomberpiloten eigentlich Dünkirchen bombardieren wollten, das noch bis zur Kapitulation am 8. Mai 1945 von der Wehrmacht gehalten wurde. Einen Wiederaufbau der historischen Innenstadt von Calais gab es kaum.

### Bevölkerungsentwicklung
| Jahr                       | 1962   | 1968   | 1975   | 1982   | 1990   | 1999   | 2006   | 2016   | 2022   |
| -------------------------- | ------ | ------ | ------ | ------ | ------ | ------ | ------ | ------ | ------ |
| Einwohner                  | 70.375 | 74.624 | 78.820 | 76.527 | 75.309 | 77.333 | 74.888 | 74.978 | 67.585 |
| Quellen: Cassini und INSEE |        |        |        |        |        |        |        |        |        |

## Migranten
Durch Calais kommen jährlich mehrere hundert Transitmigranten auf ihrem Weg nach Großbritannien. Da bis zum Brexit das Vereinigte Königreich dem Schengen-Abkommen nur eingeschränkt beigetreten war, werden die Grenzübergänge zwischen Frankreich und England kontrolliert. Einwanderer, die ohne Einreiseerlaubnis auf dem Landweg nach Großbritannien einreisen möchten, versuchen diese Grenze zu passieren, indem sie sich beispielsweise auf oder unter LKW verstecken. Viele dieser Reisenden halten sich wochen- oder monatelang in Calais auf und versuchen jede Nacht aufs Neue den Ärmelkanal zu überqueren. Während ihrer Zeit in Calais sind sie obdachlos. Unterkunft finden sie in leerstehenden Häusern oder im sogenannten Dschungel von Calais, im Unterholz errichteten Hüttendörfern aus Plastikplanen und Paletten.
Anfang September 2014 versuchten Migranten den Hafen zu stürmen und auf eine Kanalfähre zu gelangen. Durch massiven Polizeieinsatz und rechtzeitiges Ablegen der Fähre konnten die Migranten abgewehrt werden. Aufgrund des Vorfalls bat die Bürgermeisterin der Stadt Großbritannien um Hilfe. Großbritannien erklärte sich bereit, der Stadt drei Meter hohe Zäune zu schenken, die ehemals für das NATO-Treffen genutzt wurden. Damit soll der Hafen besser gegen illegale Einwanderer gesichert werden. Von Januar bis Juni 2015 wurden rund 37.000 Personen an einer Ausreise nach England gehindert; im Sommer 2015 begannen Migranten, in Gruppen bis zu 2000 Personen auf Lastwagen zu steigen oder auf Züge aufzuspringen. Im Januar 2016 besuchte der britische Oppositionsführer Jeremy Corbyn ein Hüttendorf und forderte das Recht auf Einreise und Familienzusammenführung für die betreffenden Flüchtlinge.

## Religion
Die katholischen Kirchen in Calais gehören zum Dekanat Calais des Bistums Arras, und zwar vor allem zu den Pfarreien Pentecôte – Blanc Nez und Saint Vincent de Paul.

## Kultur und Sehenswürdigkeiten

### Bauwerke
- Der Tour de Guet ist 39 Meter hoch. Er wurde im 13. Jahrhundert errichtet, überwiegend aus den für die  Küstenebene des Département Nord typischen stark gemagerten und darum blassgelben Ziegelsteinen, briques de sable genannt.[16] Errichtet als Teil einer Festung als Wachturm (daher der Name „Lauerturm“), erhielt er 1818 ein ölbetriebenes rotierendes Leuchtfeuer und diente in der ersten Hälfte des 19. Jahrhunderts außerdem als optischer Telegraf.
- Der Leuchtturm (frz. Phare) wurde um 1848 erbaut und ist 50 m hoch. Er bietet einen guten Blick auf den Hafen.
- Das Rathaus im Stil der flämischen Renaissance wurde erst 1910 bis 1922 erbaut und hat einen Belfried (Glockenturm). Er gehört wie 21 weitere Glockentürme der Region und der Tour du Guet zum Weltkulturerbe.
  - Auf dem Platz vor dem Rathaus steht das Denkmal Les Bourgeois de Calais („Die Bürger von Calais“) von Auguste Rodin. Es wurde 1895 geschaffen.
- Die Kirche Notre Dame aus dem 13.–15. Jh. ist vor allem auf der Südseite ein außergewöhnlicher Baukomplex, indem hier an das Langhaus eine Zisterne anschließt. Der festungshafte Charakter verdeutlicht die exponierte Stellung von Calais als englischer Brückenkopf für zwei Jahrhunderte. Am 23. September 1944 wurde sie versehentlich von den Alliierten eine Woche vor der Befreiung der Stadt bombardiert.
- Das historische Theatergebäude steht am Boulevard de Jacquard, benannt nach Joseph-Marie Jacquard.

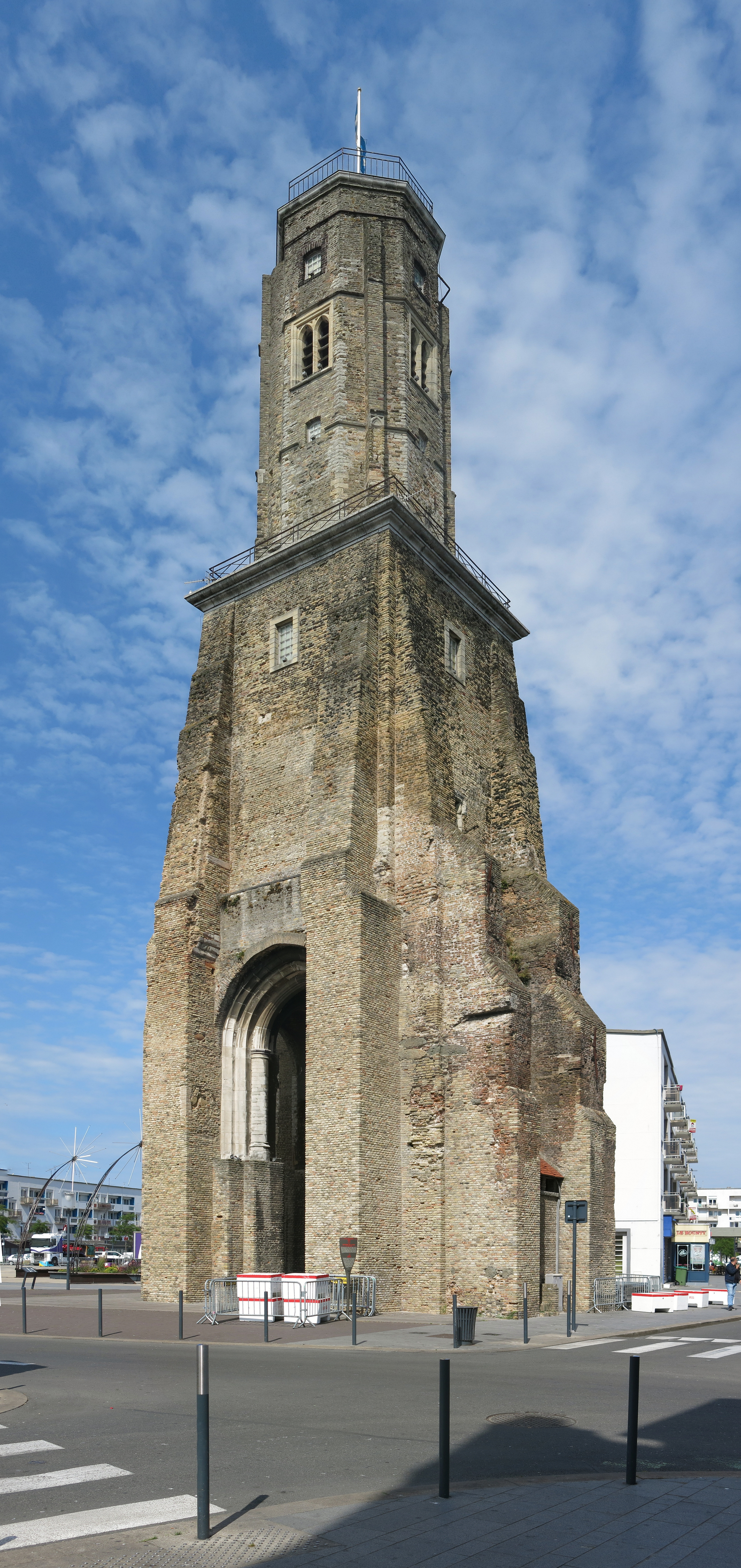
Tour du Guet
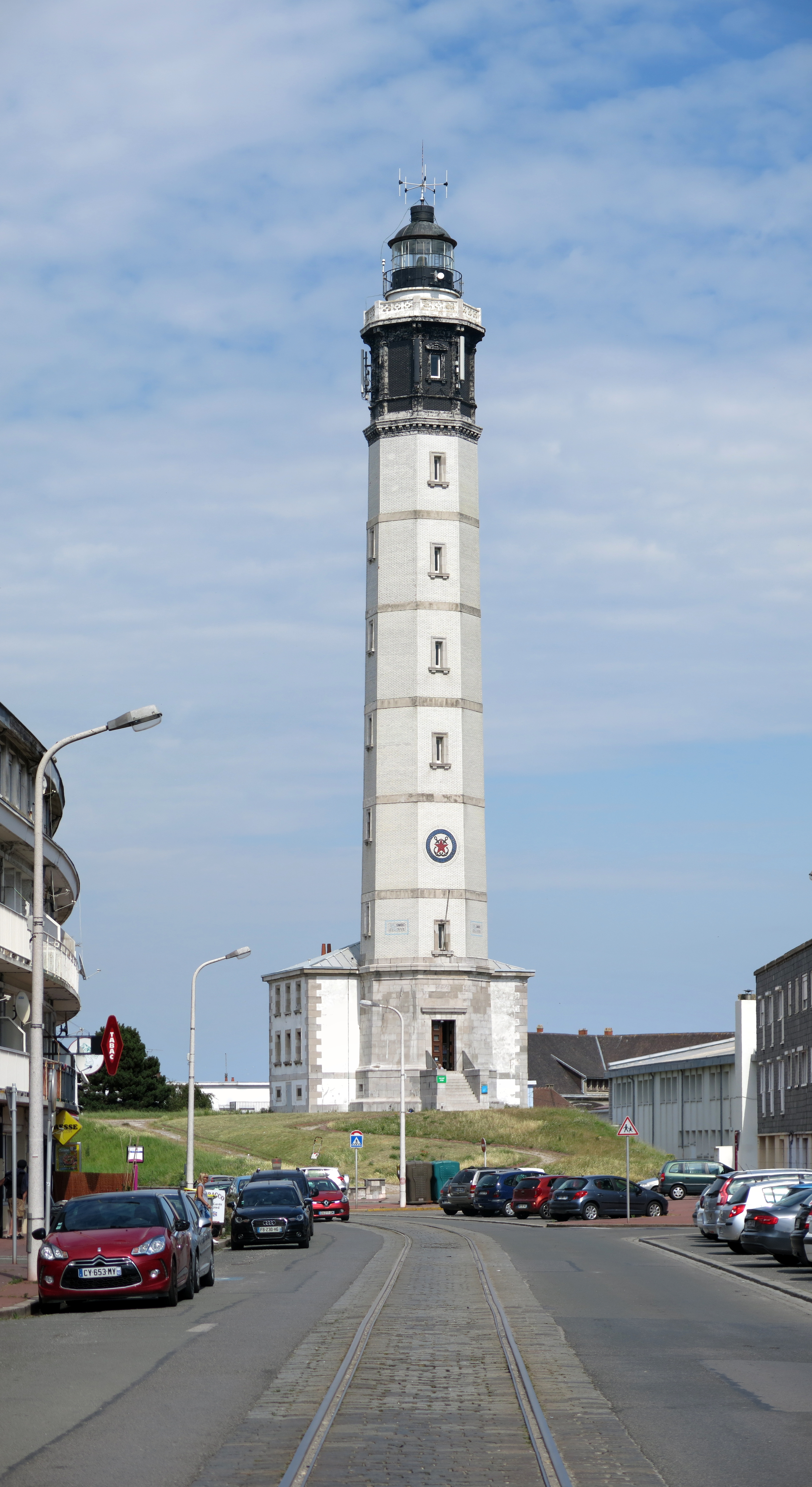
Leuchtturm
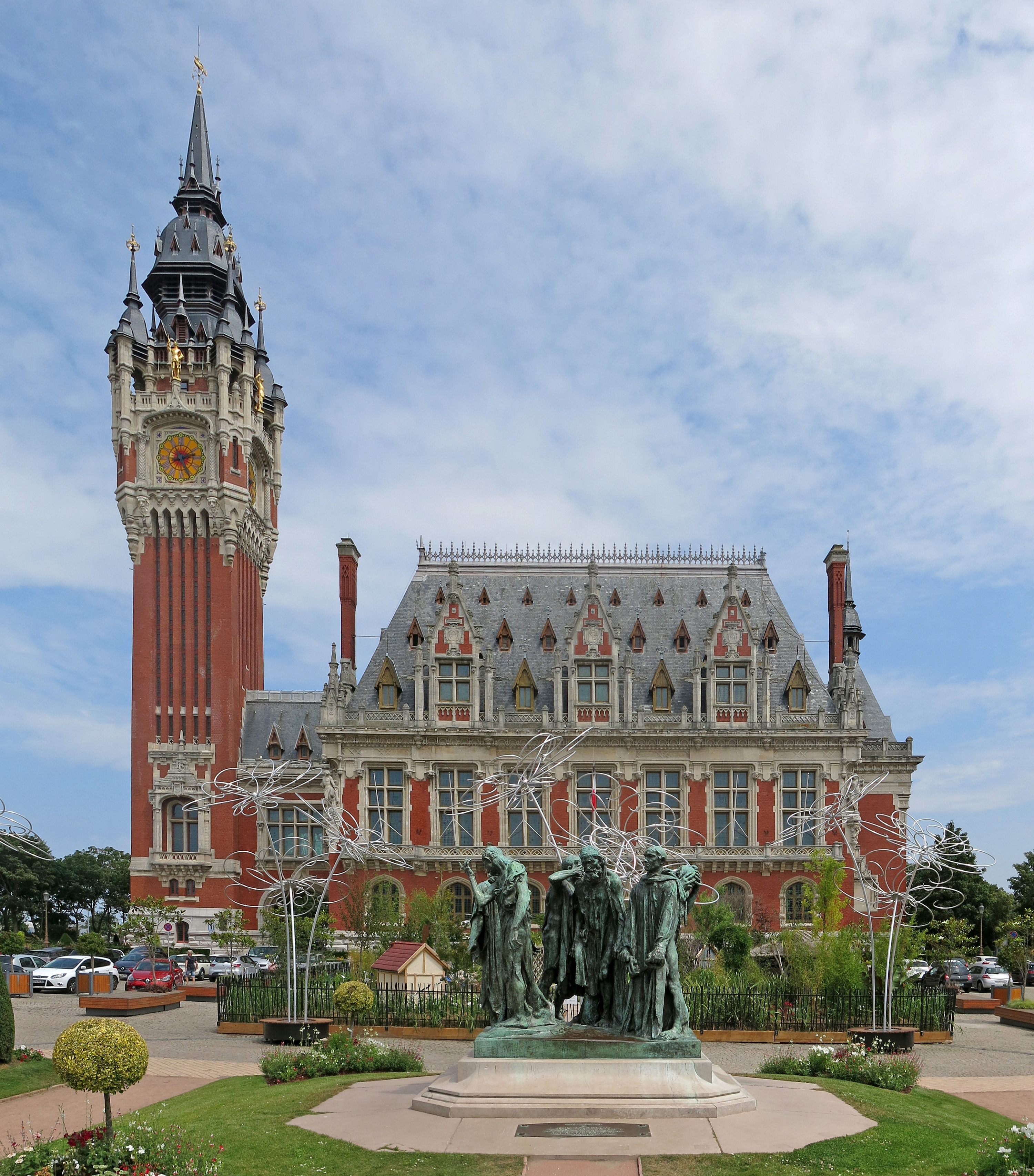
Denkmal Die Bürger von Calais vor dem Rathaus
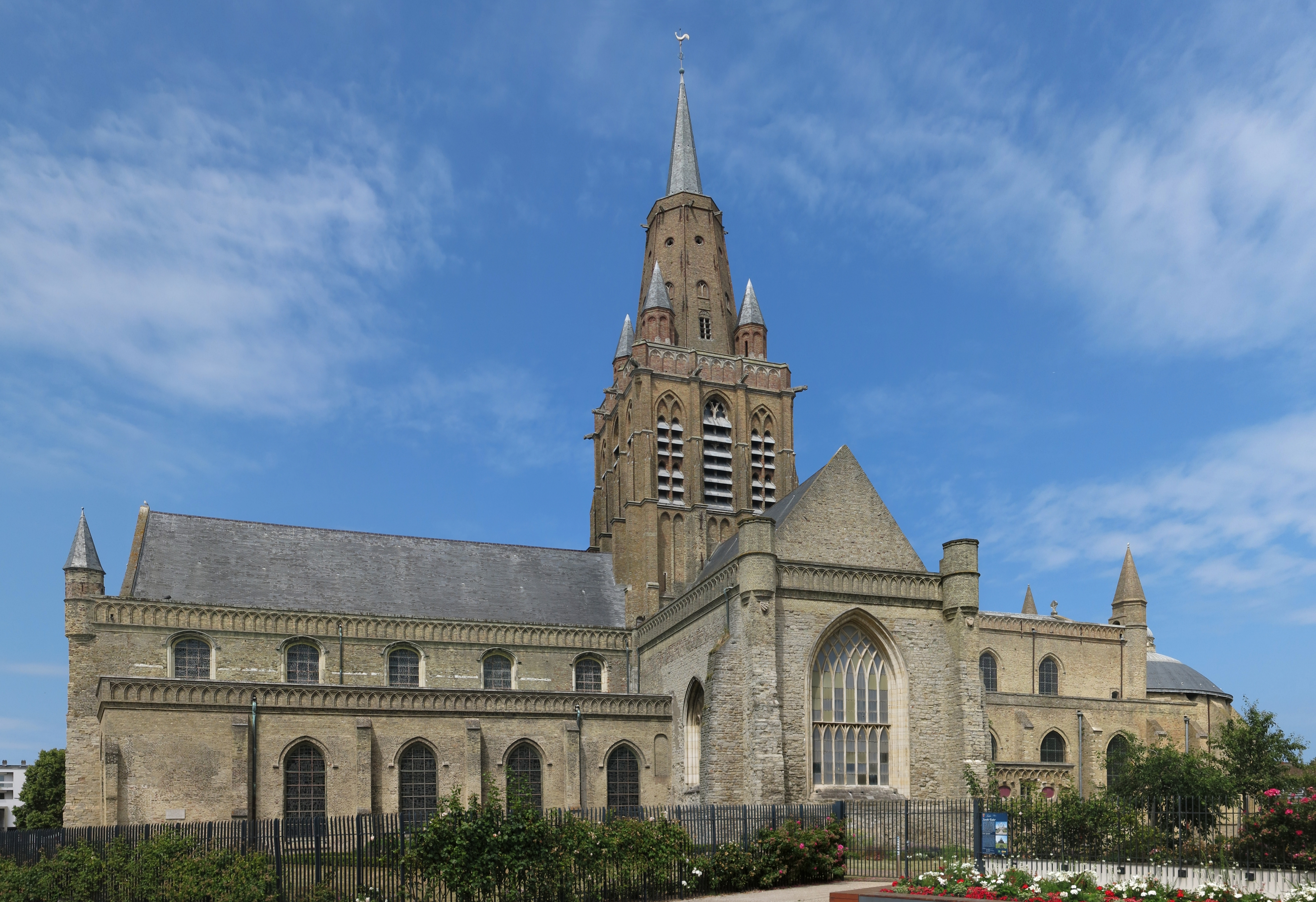
Kirche Notre Dame
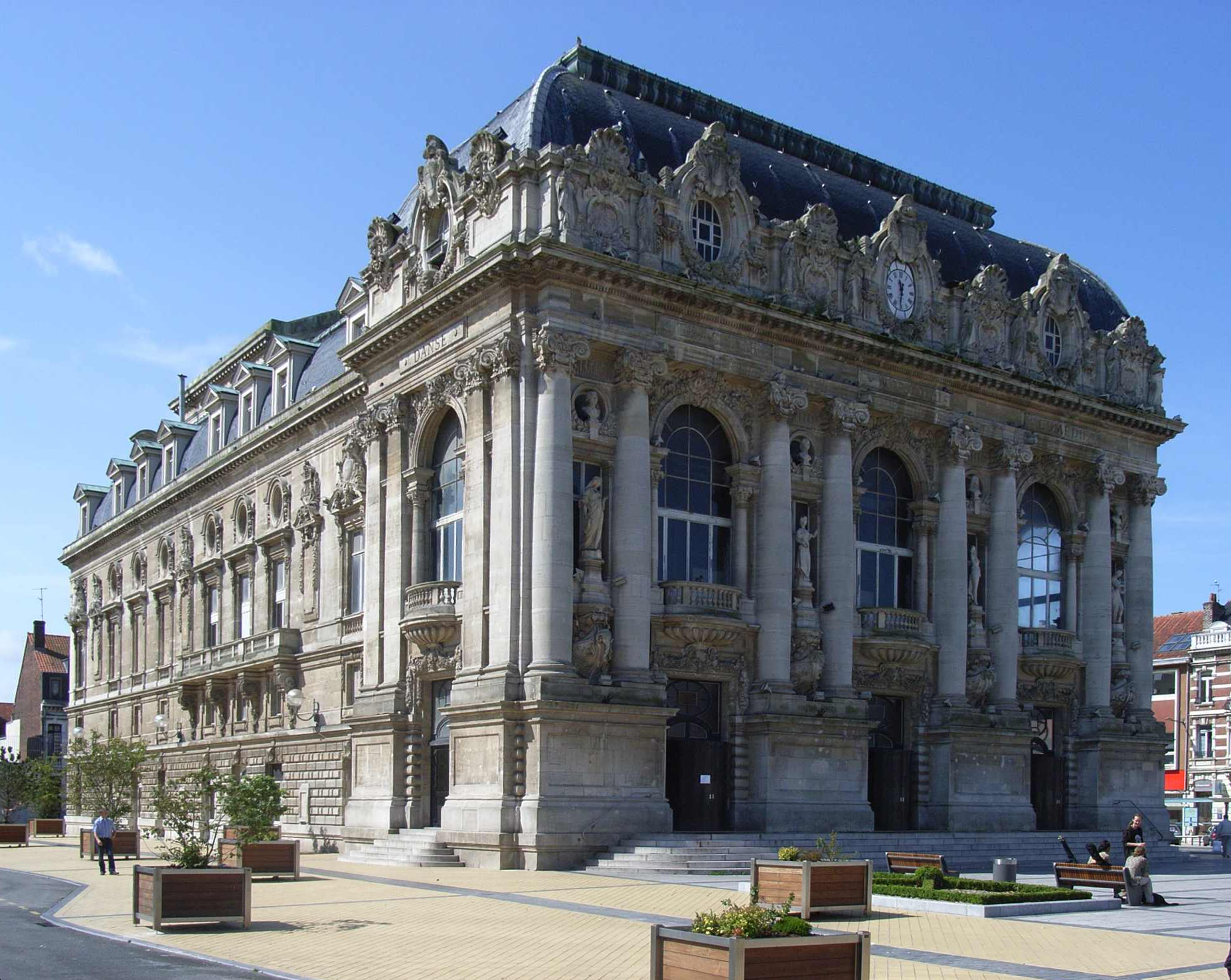
Theater in Beaux-Arts-Architektur

### In der Kunst

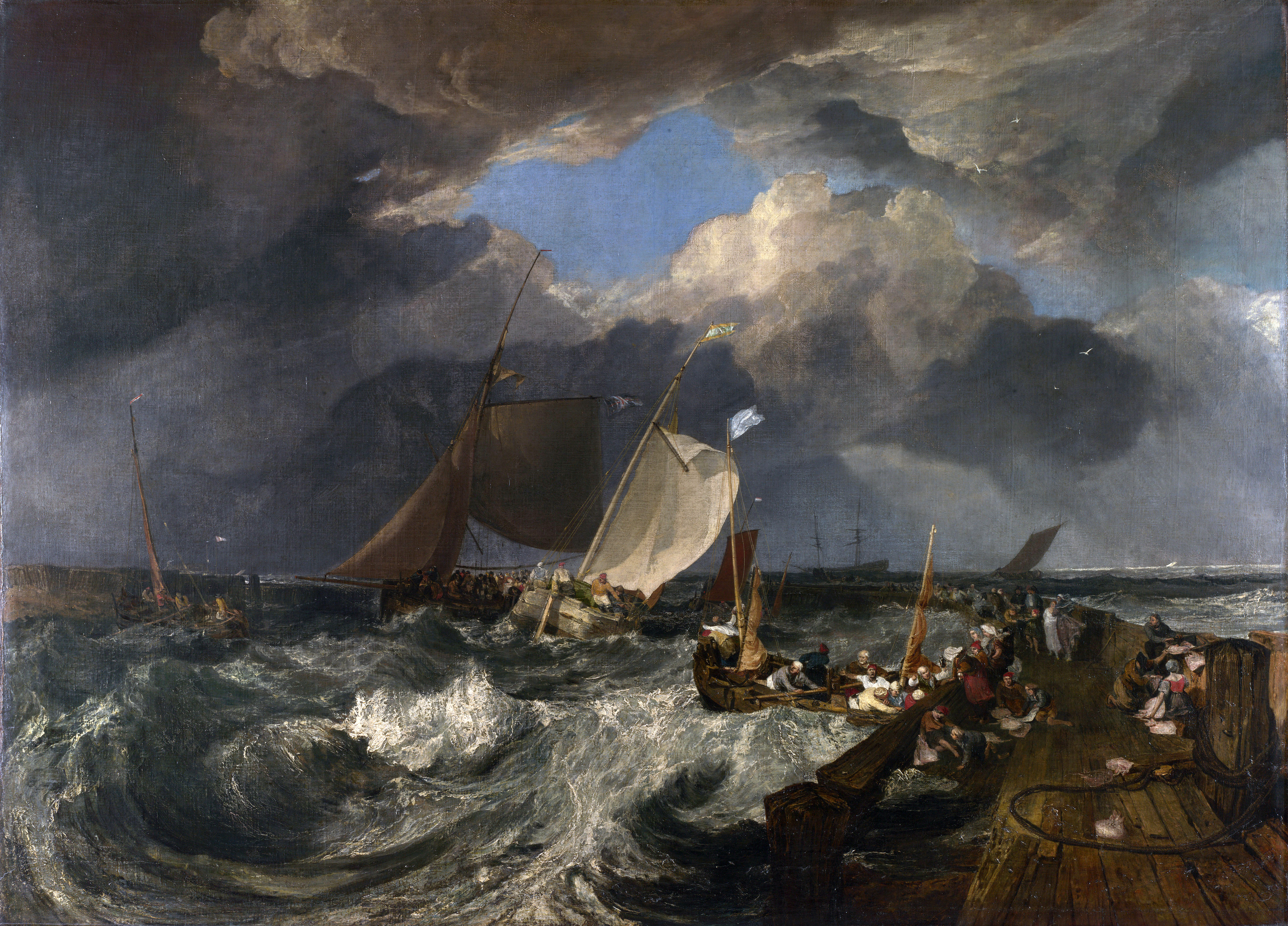
Schiffsankunft in Calais um 1800 William Turner

Ein international bekanntes Gemälde von William Turner (1775–1851) Calais Pier (1803, 172 × 240 cm) zeigt die Hafenanlage vor ca. 200 Jahren und die mit einer Überfahrt verbundenen Schwierigkeiten.

### Museen
- Musée des Beaux-Arts et de la Dentelle Museum der schönen Künste und der Spitze mit Ausstellung zur Stadtgeschichte
- Musée de la Seconde Guerre Mondiale (Museum des Zweiten Weltkriegs) gegenüber dem Rathaus mit Exponaten aus der Zeit der deutschen Besetzung 1940–1944

## Infrastruktur

### Wirtschaft

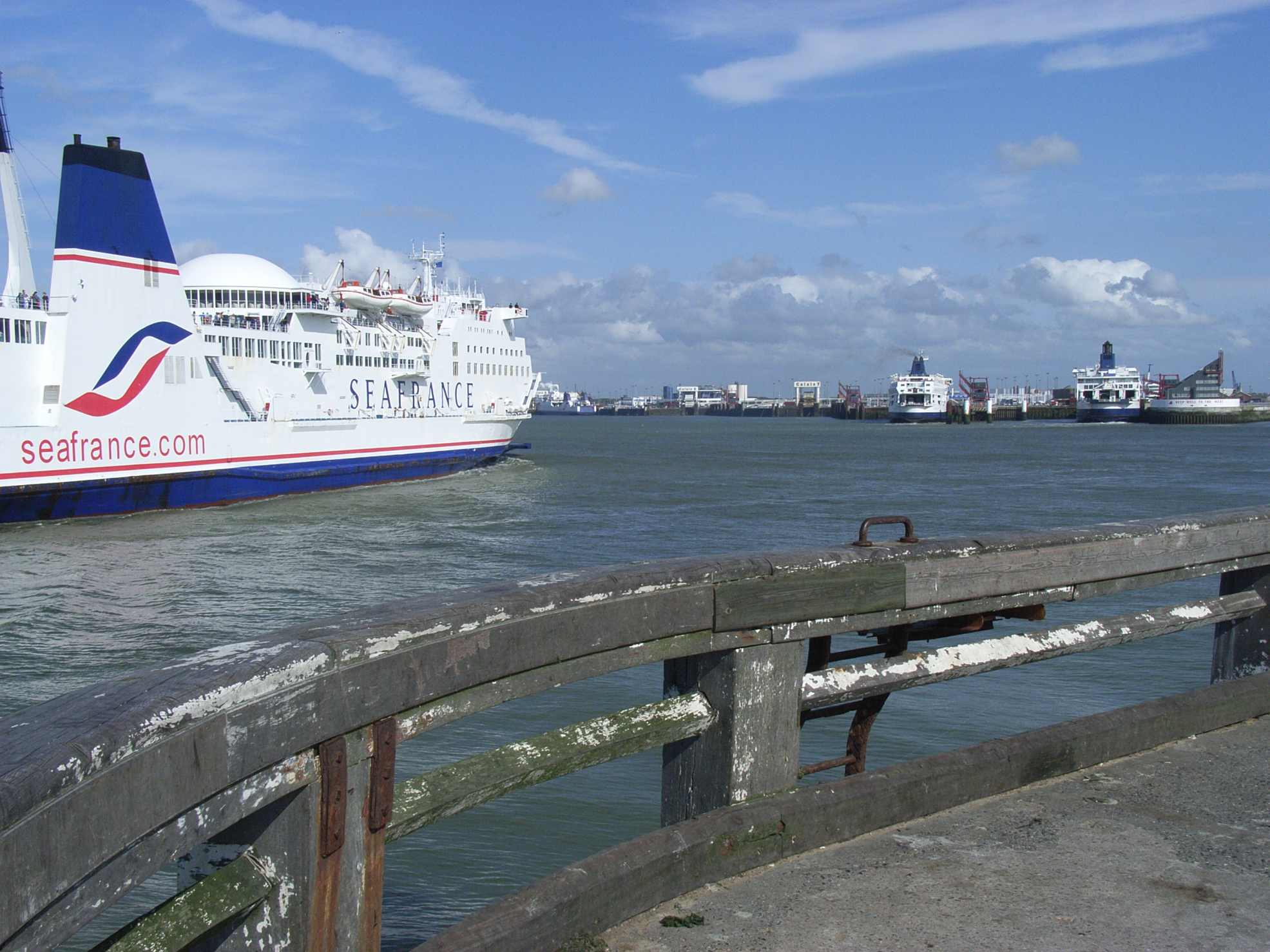
Hafen mit einlaufender Fähre

Calais verzeichnet als Hafenstadt und Ausgangspunkt zu Kanalüberquerungen jährlich 30 Millionen Durchreisende. In den letzten Jahrzehnten sind viele Arbeitsplätze in den Bereichen Fischerei, Textilindustrie und Schifffahrt verloren gegangen. Die Arbeitslosigkeit liegt bei 15 %. Durch Touristen aus England, den booze cruisers, die billig Alkohol und Zigaretten kaufen, profitiert der Tunnel-Terminal bei Sangatte, ein riesiger Einkaufskomplex neben dem Eurotunnel.
Durch das Projekt Mission 2012 wurden Investitionen von 100 Millionen Euro in touristische Infrastrukturen geplant. Insbesondere ein Teil der Besucher der Olympischen Spiele 2012 in London sollte so angezogen werden. Die Stadt Calais etablierte 2013 in dem stadteigenen Einkaufscenter Centre Commercial ein Kunst- und Kulturhaus mit Einkaufsmöglichkeiten. Die Buddy Bären eröffneten als erste große Kunstausstellung den neuen Kulturort.

### Verkehr

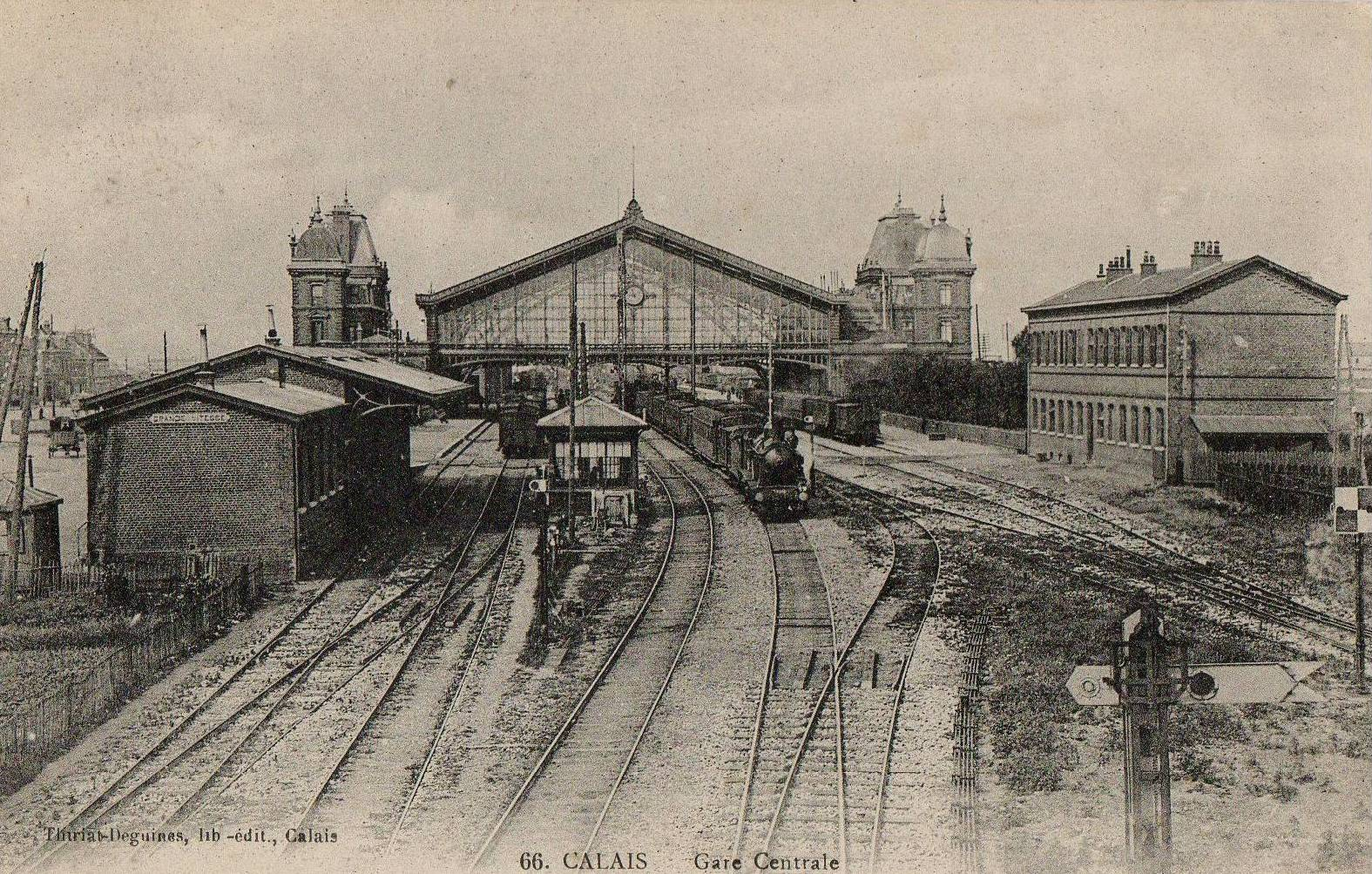
Bahnhof Calais-Ville um 1910

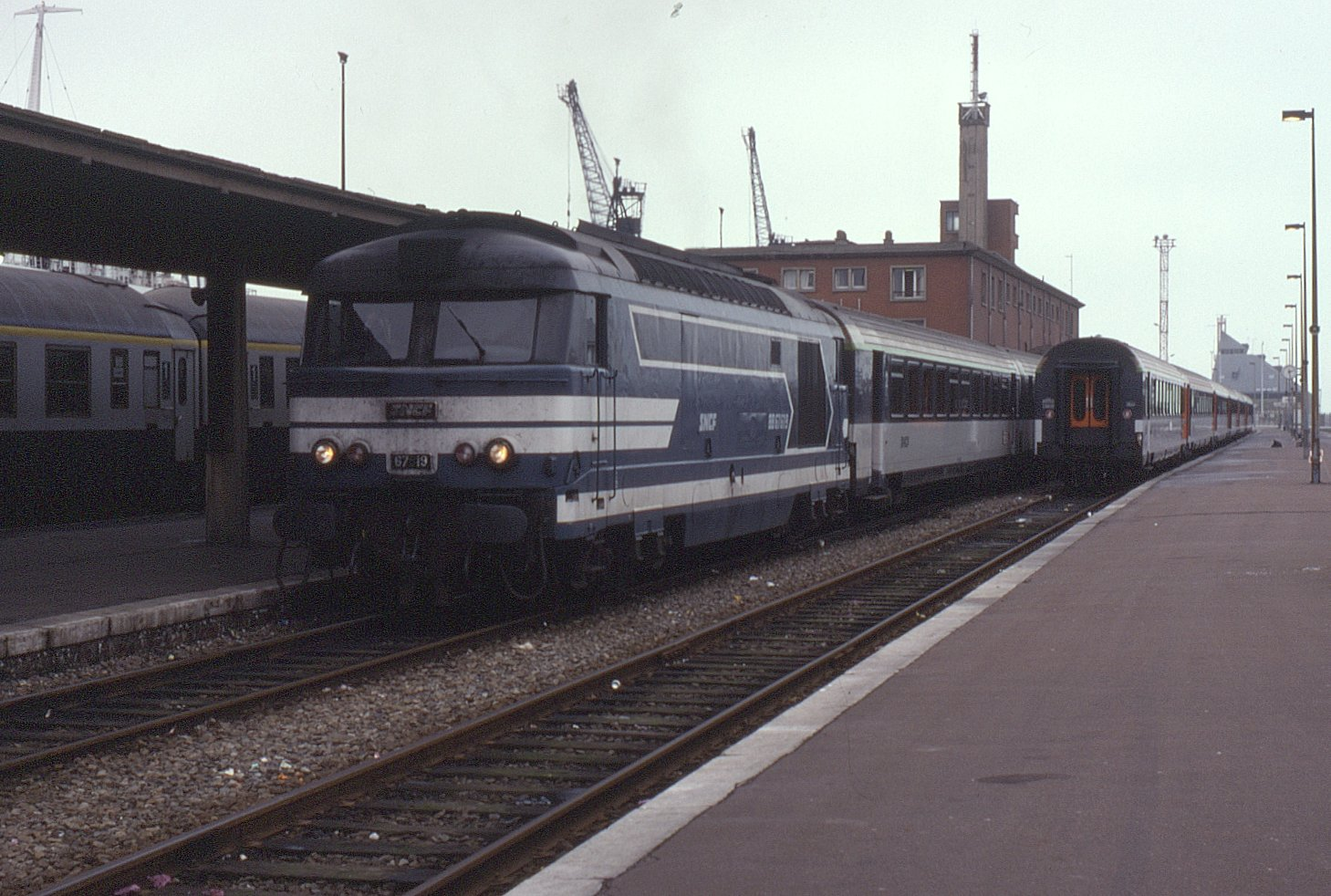
Reisezüge im Bahnhof Calais-Maritime (1993)

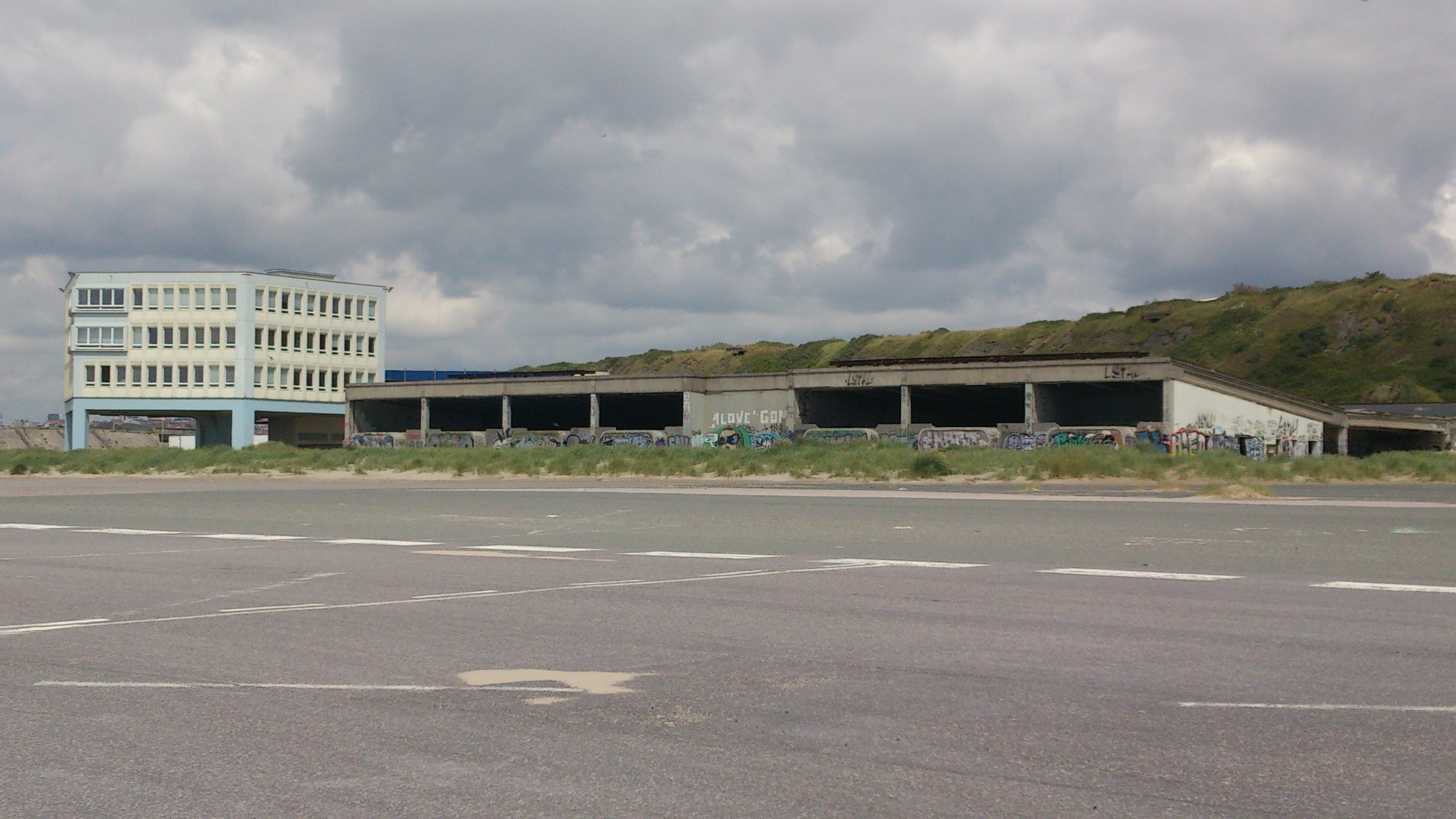
Verwaister Hoverport Calais (2015)

Calais ist nach Dover der zweitgrößte Passagierhafen Europas. Der Seehafen liegt im Norden der Stadt an der Straße von Dover. Die meisten der täglich 60 Fährverbindungen der Reedereien Irish Ferries, DFDS und P&O Ferries verbinden Calais mit Dover. 1,7 Millionen LKW setzen hier jährlich über. Die Reederei SeaFrance war der größte Arbeitgeber der Stadt.
Ab 1972 bestand zudem eine Hovercraft-Verbindung nach Dover, die von der Reederei Hoverspeed betrieben wurde. Die Hovercrafts verkehrten vom Hoverport Calais, östlich des Haupthafens, und benötigten etwa 30 Minuten für die Überfahrt. Sie wurden im Jahr 2000 durch Katamarane ersetzt, deren Betrieb im November 2005 aufgrund des Konkurses der Reederei Hoverspeed eingestellt wurde.
Die Stadt hat einen Bahnhof an der Bahnstrecke Boulogne–Calais, dessen Vorgänger, die Station Saint-Pierre-lès-Calais, am 1. September 1848 von der Compagnie des chemins de fer du Nord eröffnet wurde. Am 20. August 1849 ging der heutige Bahnhof Calais-Ville in der Innenstadt in Betrieb, zugleich wurde die Strecke über ihn hinaus bis zum Endbahnhof Calais-Maritime am Hafen verlängert. Letzterer wurde 1889 an seinen endgültigen Standort verschoben und 1940 durch Kriegshandlungen zerstört; im Jahr 1956 erhielt er ein neues Empfangsgebäude. Mit der Inbetriebnahme des Eurotunnels verlor er seine Bedeutung im Fährverkehr nach England, Mitte der 1990er Jahre wurde dort der Personenverkehr eingestellt.
Die Halle des Bahnhofs Calais-Ville und die beiden sie flankierenden Empfangsgebäude (jeweils eines nach Calais und eines nach Saint-Pierre-lès-Calais hin gelegen) fielen Ebenfalls dem Zweiten Weltkrieg zum Opfer; der heutige Bau stammt aus dem Jahr 1961. Aktuell wird der Bahnhof von TGV-Hochgeschwindigkeitszügen und TER-Regionalzügen vom/zum Bahnhof Paris-Nord bedient. Von 1900 bis 1955 endete dort zudem eine meterspurige Nebenbahn aus Anvin.
Der Bahnhof Calais-Fréthun liegt südwestlich der Stadtgrenze in der Gemeinde Fréthun, an der LGV Nord und nahe dem Eurotunnel.
Seit dem 21. Dezember 2019 ist der ÖPNV in Calais kostenlos.
Die Autobahn A 26 verbindet Calais mit Paris (295 km). Südöstlich der Stadt kreuzt die A 26 die Küstenautobahn A 16, die im Westen nach Boulogne-sur-Mer (36 km) und im Osten nach Belgien führt.
Der Flughafen Calais-Dunkerque liegt nordöstlich von Calais.

## Partnerschaften
- Duisburg, Deutschland, seit 1964[22]
- Wismar, Deutschland, seit 1971
- Dover, Vereinigtes Königreich, seit 1973
- Riga, Lettland, seit 1976
- Brăila, Rumänien, seit 2002
- Bardejov/Bartfeld, Slowakei, seit 2002

## Persönlichkeiten
- Pierre-Antoine de La Place (1707–1793), Schriftsteller und Übersetzer
- Jean Nicolas Grou (1731–1803), Jesuit, Theologe, Schriftsteller
- Pigault-Lebrun (1753–1835), Schriftsteller
- Tom Souville (1777–1839), Freibeuter, Korsar und Freimaurer
- Louis Blanquart de Bailleul (1795–1868), Bischof
- Felice Varesi (1813–1889), italienischer Opernsänger
- Joseph Crèvecoeur (1819–1891), Komponist
- Henri Ernest Baillon (1827–1895), Botaniker und Arzt
- Paul Fournier (1853–1935), Rechtshistoriker
- Louis Louis (1879–1945), Turner
- Yvonne de Gaulle (1900–1979), Frau von Charles de Gaulle
- Louis Daquin (1908–1980), Filmregisseur und Drehbuchautor
- Gérard Debreu (1921–2004), Nobelpreisträger (Wirtschaft)
- Ghislaine Demonceau (1921–2014), Geigerin
- Raymond Lefèvre (1929–2008), Orchesterleiter und Komponist
- Ida Gotkovsky (* 1933), Komponistin und Pianistin
- Gérard Lefranc (1935–2025), Fechter
- Francis Lockwood (* 1952), Jazz- und Fusionmusiker
- Didier Lockwood (1956–2018), Jazz-Geiger und Komponist
- Djezon Boutoille (* 1975), Fußballspieler
- Camille Maussion (* 1988), Jazz- und Improvisationsmusikerin
- Benjamin Bourigeaud (* 1994), Fußballspieler
- Camille Cerf (* 1994), Model und Miss France 2015
- Claire Lavogez (* 1994), Fußballspielerin
- Lucas Chevalier (* 2001), Fußballspieler